# José de Abreu Pimenta
José de Abreu Pimenta  (Lagos, 20 de Julho de 1900 - Lisboa, 2 de Dezembro de 1982), foi um empresário e vereador português.

## Biografia

### Nascimento
Nasceu em 20 de Julho de 1900, na antiga Freguesia de São Sebastião de Lagos.

### Carreira
Principiou a trabalhar com apenas quinze anos de idade, como agente de navegação, devido à morte do pai. Posteriormente, acumulou esta função com a de armador de pesca, tendo explorado duas armações de pesca da sardinha, uma em Burgau e outra na Luz. Possuía um estaleiro, onde construiu vários barcos de pesca. Por volta de 1950, adquiriu uma fábrica de conservas na zona do Chão Queimado, que transferiu para o sítio do Molião, uma vez que a antiga foi demolida na sequência da construção da Avenida dos Descobrimentos. Até ao final da sua vida, defendeu o prestígio da indústria conserveira nacional, tendo visitado várias feiras internacionais e mantido-se a par das inovações neste sector. Popularizou-se, igualmente, como agente comercial de várias empresas em Lagos, tendo um escritório na Rua Direita.
Desempenhou, igualmente, as funções de vereador na Câmara Municipal de Lagos, e provedor na Santa Casa da Misericórdia de Lagos, entre 1959 e 1974.

### Falecimento
Morreu na Freguesia de São Domingos de Benfica, em Lisboa, no dia 2 de Dezembro de 1982.

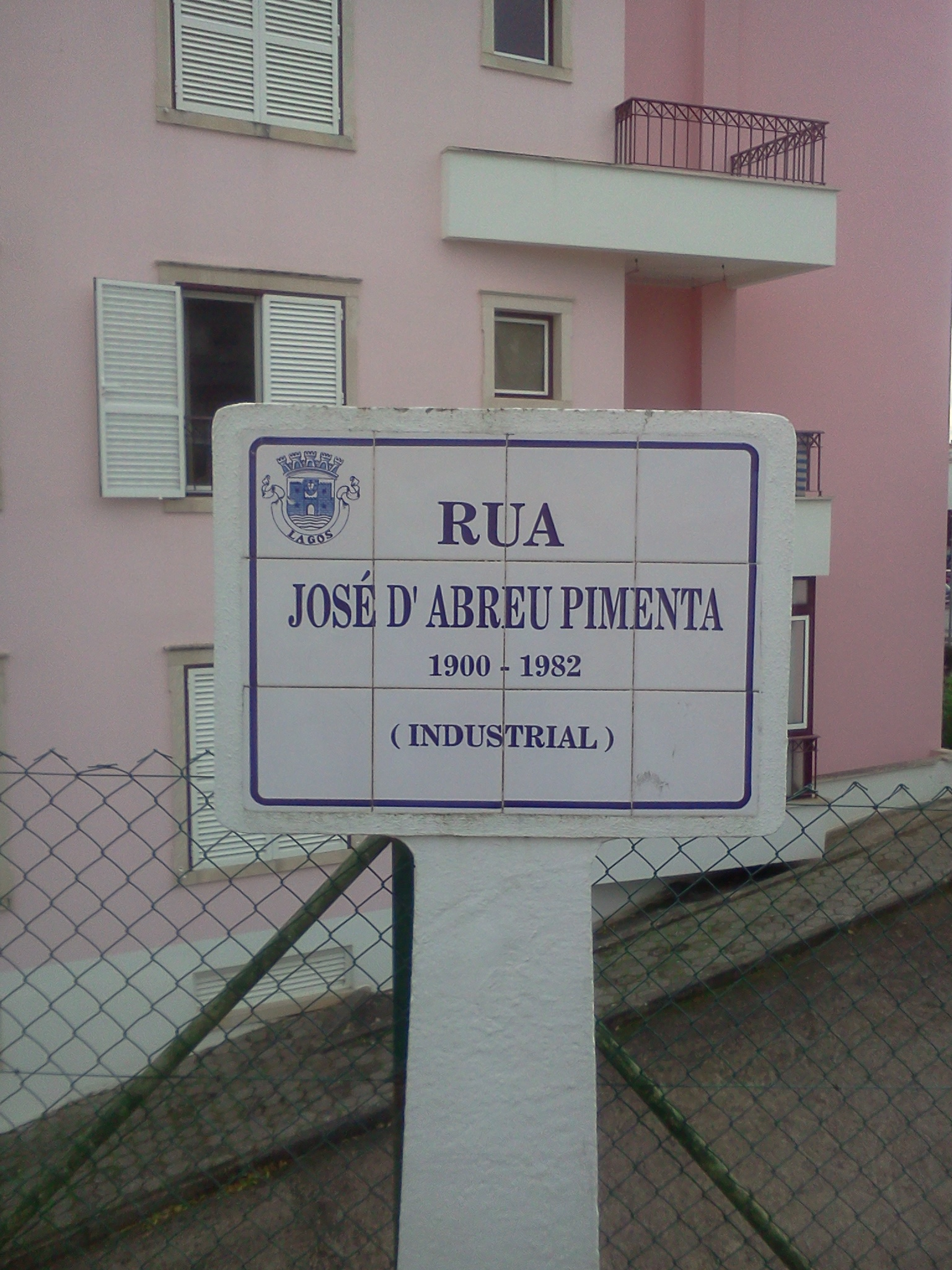
Placa toponímica da Rua José de Abreu Pimentaem Lagos.

## Prémios e homenagens
Em 7 de Maio de 2003, a autarquia de Lagos colocou o seu nome numa rua da Freguesia de São Sebastião.